# Boliviasparv
Boliviasparv (Arremon torquatus) är en fågel i familjen amerikanska sparvar inom ordningen tättingar.

## Utseende och läte
Sparvarna i släktet Arremon är stora och långstjärtade, med olivgrön ovansida, tydligt vit strupe och ofta strimmig huvudteckning. Boliviasparven har vitt ögonbrynsstreck. Nordliga fåglar har även ett svart bröstband. Undertill är den vit på bröstets mitt och buken, medan flankerna är grå. Sången består av tre till fyra ljusa visslingar.

## Utbredning och systematik
Boliviasparv delas upp i två underarter med följande utbredning:
- Arremon torquatus torquatus – förekommer i Anderna i allra sydligaste Peru (södra Puno) och i nordvästra Bolivia (La Paz och västra Cochabamba)
- Arremon torquatus fimbriatus – förekommer i Anderna i Bolivia (östra Cochabamba, västra Santa Cruz och Chuquisaca)
- Arremon torquatus borellii – förekommer i Anderna i södra Bolivia (Tarija) och nordvästra Argentina (Jujuy och Salta)

Tidigare betraktades bolviasparv, costaricasparv, pariasparv, colombiasparv, caracassparv, gråbrynad sparv, santamartasparv och perijásparv alla utgöra samma art, under det vetenskapliga namnet Arremon torquatus. Dessa urskildes som egna arter efter studier som visade på skillnad i genetik, läten, utseende och ekologi.

### Familjetillhörighet
Tidigare fördes de amerikanska sparvarna till familjen fältsparvar (Emberizidae) som omfattar liknande arter i Eurasien och Afrika. Flera genetiska studier visar dock att de utgör en distinkt grupp som sannolikt står närmare skogssångare (Parulidae), trupialer (Icteridae) och flera artfattiga familjer endemiska för Karibien.

## Levnadssätt
Bolviasparv sparv hittas i undervegetation i fukta skogar och tät ungskog. 

## Status och hot
Arten har ett stort utbredningsområde, men tros minska i antal, dock inte tillräckligt kraftigt för att den ska betraktas som hotad. Internationella naturvårdsunionen IUCN listar arten som livskraftig (LC).